# Trịnh Giản công
Trịnh Giản công (chữ Hán: 鄭簡公; sinh 570 TCN, trị vì: 565 TCN–530 TCN), tên thật là Cơ Gia (姬嘉), là vị vua thứ 16 của nước Trịnh – chư hầu nhà Chu trong lịch sử Trung Quốc.
Cơ Gia là con trai của Trịnh Li công – vua thứ 15 của nước Trịnh. Ông ra đời năm 570 TCN.

## Xung đột nội bộ
Năm 566 TCN, đại phu Tử Tứ giết chết Trịnh Li công, lập Cơ Gia làm vua, tức Trịnh Giản công. Khi đó Trịnh Giản công mới năm tuổi nên Tử Tứ nắm giữ quyền chính trong nước.
Cùng năm đó, các công tử nước Trịnh bàn nhau diệt trừ Tử Tứ, Tử Tứ nghe tin, giết hết các công tử chống đối mình giữ chức đại phu là công tử Hồ, Hư, Định và Hầu.
Vua mới còn nhỏ, các công tử tranh nhau làm phụ chính, xung đột với nhau. Tử Tứ cùng Tử Quốc, Tử Không cầm quyền, trong đó Tử Tứ tỏ ra chuyên quyền, chèn ép và lấy đất đai, của cải của các nhà khác. Vì vậy các đại phu Úy Chỉ, Tư Thần, Hầu Tấn, Đỗ Nhữ Phủ, Tử Sư Bộc liên minh đánh Tử Tứ.
Tháng 10 năm 563 TCN, năm nhà mang quân đánh vào cung. Lúc đó Tử Tứ cùng Tử Quốc và Tử Nhĩ đang bàn việc, bị quân Úy Chỉ giết chết. Tử Khổng biết trước ý đồ của năm nhà nên trốn thoát. Úy Chỉ mang Trịnh Giản công ra phía bắc cung.
Nghe tin cha bị giết, con Tử Tứ là Tử Tây cùng con Tử Quốc là Tử Sản mang quân bản bộ cùng Tử Kiều đánh vào cung, giết Úy Chỉ và Tử Sư Bộc, còn Tư Thần, Hầu Tấn, Đỗ Nhữ Phủ bỏ chạy sang nước Tấn và nước Tống.
Tử Khổng được đưa lên cầm quyền thay Tử Tứ, cùng Tử Sản coi việc triều chính.
Năm 554 TCN, Trịnh Giản công đã trưởng thành, giận Tử Khổng chuyên quyền, bèn giết chết Tử Khổng, phong cho Tử Sản làm Chính khanh, nắm quyền ở nước Trịnh. Ông định phong cho Tử Sản sáu ấp nhưng Tử Sản không nhận, chỉ lấy ba ấp.
Năm 543 TCN, Lương Tiêu cầm quyền chính, được Trịnh Giản công sai đi sứ nước Sở, nhưng Lương Tiêu không chịu đi, chỉ uống rượu ở nhà, và sai Tử Tích đi thay. Trịnh Giản công tức giận cùng các đại phu mang quân đánh. Lương Tiêu đang say, người nhà vội khiêng mang chạy trốn sang nước Hứa. Sau đó Lương Tiêu định trở về khôi phục quyền lực nhưng thất bại, bị Tử Đái giết chết. Chính sự nước Trịnh từ đó do Tử Sản đảm đương.
Tử Sản tiến hành cải cách hành chính và nông nghiệp, thi hành pháp luật rất nghiêm. Dưới sự cầm quyền của Tử Sản, nước Trịnh dần dần trở nên giàu mạnh. Năm 543 TCN, Trịnh ban hành bộ Hình thư, trở thành chư hầu đầu tiên ban hành luật pháp ở Trung Quốc.
Năm 542 TCN, các công tử nước Trịnh muốn giết Tử Sản, công tử Vực không đồng ý, cho rằng Tử Sản là người nhân nghĩa không thể giết. Trịnh Giản công nghe theo.
Năm 540 TCN, đại phu Công Tôn Hắc muốn nổi dậy giành quyền bính, nhưng bị Tử Sản và các đại phu dẹp và giết chết.

## Quan hệ với chư hầu
Năm 565 TCN, các đại phu nước Trịnh là Tử Quốc và Tử Nhĩ mang quân đánh nước Sái, bắt được tướng Sái là Công tử Tiếp. Trong khi mọi người thấy mừng thì con Tử Quốc là Tử Sản lấy làm lo lắng vì đã gây xung đột với chư hầu. Sau đó Trịnh Giản công được đưa đi dự hội chư hầu với nước Tấn cùng Tề, Tống, Vệ, Châu.
Tháng 9 năm đó, vua Sở cử công tử Trinh mang quân đánh Trịnh vì tội theo Tấn đánh Sái. Nước Trịnh lại xin giảng hòa và theo nước Sở.
564 TCN, Tấn Điệu công tập hợp chư hầu Tề, Tống, Vệ, Tào, Cử, Châu, Đằng, Tiết, Kỷ, Tiểu Châu mang quân đánh Trịnh. Nước Trịnh xin quy phục và đến hội minh, nước Tấn bèn rút về.
Sau đó quân Sở tiến sang, nước Trịnh lại theo Sở. Các chư hầu theo Tấn lại vây đánh nước Trịnh ở ngoài ải Hổ Lao, quân Tấn củng cố thêm đồn lũy. Công tử Trinh nước Sở mang quân cứu Trịnh. Hai bên dàn trận giữ nhau không giao chiến. Quân Tấn ngại quân Sở mạnh không dám giao tranh, cuối cùng giải vây nước Trịnh, cùng chư hầu lui về. Nước Sở cũng bãi binh.
Sang năm 562 TCN, các đại phu nước Trịnh bàn nhau đánh nước Tống, bèn cử Công Tôn Xá Chi mang quân đánh Tống. Nước Tấn lại hội các chư hầu Tề, Tào, Vệ, Cử, Châu, Tiết, Kỷ, Tiểu Châu cùng đánh Trịnh. Quân chư hầu chiếm được đất nước Hứa cũ (mà Trịnh đã chiếm). Trịnh Giản công bèn xin giảng hòa. Hai bên thề ở phía bắc Bạc Thành.
Sở Cung vương bèn sai sứ mượn quân nước Tần. Tần Cảnh công sai đại phu Chiêm mang quân giúp Sở. Nước Trịnh thấy Sở đến lại xin theo Sở, cùng quân Sở và Tần đánh Tống. Nước Tấn bèn kéo chư hầu tới cứu Tống và đánh Trịnh.
Trịnh Giản công muốn theo Tấn, bèn sai sứ là Lương Tiêu và Thạch Xước đến gặp Sở Cung vương báo việc đã theo nước Tấn. Vua Sở tức giận bèn bắt giữ các sứ giả nước Trịnh.
Năm 560 TCN, Sở Cung vương mất, nước Sở mới cho Lương Tiêu và Thạch Xước về nước.
Năm 559 TCN, nước Trịnh cử Công Tôn Mại mang quân hợp với nước Tấn, Tề, Tống, Tào, Cử, Đằng và Tiết cùng đánh Tần, nhưng chưa thắng đã lui quân.
Năm 558 TCN, Trịnh Giản công lại hội binh với chư hầu cùng đánh nước Hứa và nước Sở, nhưng cũng không thắng.
Năm 556 TCN, Tề Linh công lấn chiếm nước Lỗ. Năm 555 TCN, Trịnh lại họp binh với chư hầu do Tấn đứng đầu đánh Tề, đánh bại được Tề Linh công. Tề Linh công bỏ chạy về cố thủ Lâm Tri. Quân các nước vây thành Lâm Tri, đốt phá nhà cửa ở ngoại thành rồi rút đi.
Trong lúc đó thì nội bộ nước Trịnh có tranh chấp. Công tử Gia muốn bãi chức các đại phu để nắm quyền và rời khỏi ảnh hưởng của nước Tấn, bèn mượn nước Sở. Sở Khang vương sai công tử Ngọ mang quân đánh Trịnh, trong lúc cánh quân theo nước Tấn đi đánh Tề chưa về. Các đại phu nước Trịnh ráo riết phòng thủ, quân Sở tiến đến Ngư Lăng, cuối cùng không hạ được thành phải rút lui. Các đại phu nước Trịnh phẫn nộ vì công tử Gia dẫn quân Sở vào nước, Tử Triển và Tử Tây bèn giết chết Gia. Hai người được Trịnh Giản công phong làm khanh.
Năm 549 TCN, Trịnh Giản công đi hội với Tấn Bình công và các chư hầu. Tấn Bình công định đánh Tề vì Tề Trang công liên minh với Sở, nhưng không đủ sức nên không phát lệnh ra quân. Sở Khang vương họp quân các nước Trần, Sái, Hứa đi đánh Trịnh để cứu Tề. Các chư hầu bèn quay về cứu Trịnh. Quân Sở rút lui.
Sang năm 548 TCN, Trịnh Giản công lại theo Tấn đánh Tề. Cùng lúc, tướng quốc Tử Sản giận quân nước Trần khi theo Sở sang đánh Trịnh lần trước đã chặt nhiều cây và lấp giếng nước Trịnh, nên mang 700 cỗ xe sang đánh nước Trần. Quân Trần không chống nổi, Trần Ai công phải chạy vào khu nghĩa địa trốn. Quân Trịnh tiến vào thành, Trần Ai công và thế tử phải ra hàng, xin quy phục và dâng đồ quý trong nước, Tử Sản mới rút quân.
Tử Sản mang đồ quý của nước Trần đến nộp cho tướng nước Tấn đang đánh Tề. Sau đó tướng Trịnh là Công Tôn Hạ lại mang quân đánh Trần lần thứ 2. Trần Ai công phải xin giảng hòa, quân Trịnh mới rút.
Năm 548 TCN, Sở Khang vương lại họp quân Sái, Trần đánh Trịnh. Liên quân tiến đánh phá thành Nam Lý nước Trịnh.
Vệ Hiến công bị đuổi lưu lạc đã mười ba năm, Trịnh Giản công sai sứ đến Tấn xin vua Tấn giúp Vệ Hiến công về nước.
Năm 541 TCN, Trịnh Giản công họp với chư hầu do Tấn đứng đầu tại đất Quắc (thuộc nước Trịnh). Cùng năm, công tử Vi nước Sở đi hội chư hầu ngang qua nước Trịnh, muốn hỏi lấy một người con gái nước Trịnh để được vào thành, tiện thể chiếm luôn nước Trịnh, nhưng Trịnh Giản công đã phòng bị, nên mời công tử Vi làm lễ ngoài thành, vì thế kế hoạch của công tử Vi không thành.
Năm 539 TCN, Trịnh Giản công sang nước Tấn, triều kiến Tấn Bình công. Năm 538 TCN, Sở Linh vương (Tức công tử Vi) bắt được Khánh Phong là kẻ đồng mưu giết Tề Trang công, bèn hội chư hầu ở đất Thân để trị tội. Trịnh Giản công bị bệnh, sai Tử Sản thay mình đến hội.
Tháng 3 năm 530 TCN, Trịnh Giản công qua đời. Ông làm vua được 36 năm, thọ 41 tuổi. Thế tử Cơ Ninh lên nối ngôi, tức là Trịnh Định công. Trong khi đoàn người hộ tống thi hài của Trịnh bá đến chỗ chôn cất có đi ngang qua miếu nhà họ Du, cần phải phá miếu. Tộc trưởng họ Du bảo bọn phu dịch cầm cuốc xẻng và đứng yên chờ đến khi tướng quốc Tử Sản đi qua thì nói với ông ta rằng không nỡ phá miếu, chờ hỏi ý quan tướng quốc. Khi Tử Sản đến nghe được việc ấy, bèn hạ lệnh tránh miếu làm đường đi sang một bên.
Cao Kháng đánh giá về Trịnh Giản công
Trịnh bá đã rời Trung Quốc, tới Sở lâu rồi. Đến thời Giản công, nhân nhờ thế Tấn Niệu mới được phục quốc. Chư hầu giải giáp. Tử Sản giữ chánh quyền. Tính tình từ ái, ân huệ cho dân. Được tiếng trong thời Xuân Thu là hạng người hiền.